# Elección Democrática de Rusia
Elección Democrática de Rusia (en ruso: Демократический выбор России) fue un partido político ruso conservador-liberal. De 1993 a 1994 recibió el nombre de Elección de Rusia (Выбор России). Más tarde, el partido se autodisolvió y la mayoría de los miembros se unieron a la Unión de Fuerzas de Derecha.

## Historia
Surgió el 17 de octubre de 1993 bajo el nombre Elección de Rusia, aglutinando a fervientes partidarios de la administración del presidente Borís Yeltsin.
En las elecciones legislativas de 1993, el bloque Elección de Rusia recibió el 15,51% de los votos y, en consecuencia, 40 escaños en la Duma Estatal. 
El 20 de enero de 1994, habiendo perdido influencia en la toma de decisiones económicas y en contra del aumento del gasto presupuestario, el líder de la Elección de Rusia, Yegor Gaidar, renunció al gobierno encabezado por Viktor Chernomyrdin. En ese momento, el partido perdió su estatus de facción pro-gobierno, pero al mismo tiempo continuó apoyando al presidente Boris Yeltsin y al gobierno de Chernomyrdin al ofrecer una crítica constructiva de sus políticas.
Del 12 al 13 de junio de 1994, se celebró la reunión de fundación del partido Elección Democrática de Rusia. En la reunión, se adoptó el programa del partido y se crearon los órganos de gobierno. Yegor Gaidar fue elegido presidente del partido.
El partido valoraba las ideas tanto del liberalismo como del conservadurismo. Esto incluía los derechos humanos, una economía de mercado, la inversión de capital privado, la competencia leal y la restricción de las regulaciones gubernamentales en la economía.
En las elecciones legislativas de 1995, el partido se presentó en una coalición de grupos minoritarios con ideas afines, denominada Elección Democrática de Rusia - Demócratas Unidos. No obstante, dicha coalición obtuvo únicamente 9 escaños en la Duma Estatal.
En 2001 Elección Democrática de Rusia se integró a la Unión de Fuerzas de Derecha.